# 皖赣新双线
皖赣新双线是中国一条连接安徽省与江西省的高速铁路。线路由芜湖站至鹰潭北站。设计的时速为250-350km/h。该线路并非一次性建成，而是由分段在不同时期建设，其中与商杭客运专线共线的芜湖至宣城段已于2020年6月28日通车。宣城至绩溪段即宣绩高速铁路已于2019年12月28日开工，2024年10月11日通车。其他路段的前期工作正在展开。

## 线路走向

### 芜宣段
芜湖至宣城段全长73.3公里，设计时速250公里/小时，与商杭客运专线共线。于2013年11月30日开工，2020年6月28日通車。

### 宣绩段
宣城到绩溪段，即宣绩高速铁路；线路经过安徽省宣城市、宁国市和绩溪县，全长111.7公里，其中桥梁占45.3公里，隧道占52.9公里，桥隧比为87.94%。

## 车站列表
| 皖赣新双线 |          |          |          |                         |                                                      |                      |         |                              |
| 所在地区   | 所在地区 | 所在地区 | 车站     | 芜湖站起计里程 （公里） | 连接铁路                                             | 城市轨道交通转乘路线 | 总规模  | 备注                         |
| 安徽省     | 芜湖市   | 镜湖区   | 芜湖站   | 0                       | 淮南铁路 皖赣铁路 宁铜铁路 合杭高速铁路 宁安客运专线 | 芜湖轨道交通2号线    | 8台20线 | 站内换乘                     |
| 安徽省     | 芜湖市   | 弋江区   | 芜湖南站 | 12                      | 宁安客运专线 合杭高速铁路                            | 芜湖轨道交通1号线    | 2台8线  | 可开行宁安客运专线方向跨线车 |
| 安徽省     | 芜湖市   | 芜湖县   | 湾沚南站 | 44                      | 合杭高速铁路                                         |                      | 2台4线  |                              |
| 安徽省     | 宣城市   | 宣州区   | 宣城站   | 70                      | 皖赣铁路 宣杭铁路 合杭高速铁路                       |                      | 5台14线 |                              |
| 安徽省     | 宣城市   | 宁国市   | 宁国南站 |                         |                                                      |                      | 3台8线  | [ 6 ]                        |
| 安徽省     | 宣城市   | 绩溪县   | 绩溪北站 |                         | 杭黄客运专线 合福客运专线                            |                      | 5台14线 |                              |